# Paradelphomyia dichromata
Paradelphomyia dichromata är en tvåvingeart som beskrevs av Alexander 1965. Paradelphomyia dichromata ingår i släktet Paradelphomyia och familjen småharkrankar. Inga underarter finns listade i Catalogue of Life.